# Dãy núi Hoành Đoạn
Dãy núi Hoành Đoạn (tiếng Trung: 横断山脉; bính âm: Héngduàn Shānmài, Hán-Việt: Hoành Đoạn sơn mạch) là một dãy núi ở Trung Quốc trong khu vực có tọa độ khoảng từ 22° tới 32°05' vĩ bắc và từ 97° tới 103° kinh đông. Dãy núi này nằm ở phía đông nam cao nguyên Thanh Tạng. Nó nằm trong lãnh thổ của các tỉnh Tứ Xuyên, Vân Nam và miền đông Khu tự trị Tây Tạng. Phần kết thúc phía nam của dãy núi tạo thành biên giới giữa Myanmar và Cộng hòa Nhân dân Trung Hoa. Về tổng thể, dãy núi này chạy gần đúng theo hướng bắc-nam, tạo thành rìa phía đông của cao nguyên Tây Tạng. Phía bắc chạy tới Cam Đô, Cam Tư và Mã Nhĩ Khang. Phía nam chạy tới biên giới Trung Quốc-Myanmar. Phía tây nối vào đỉnh Bá Thư Lạp. Phía đông bắt nguồn từ Cung Lai sơn. Diện tích trên 600.000 km². Là dãy núi dài nhất, rộng nhất chạy theo hướng bắc-nam tại Trung Quốc.

## Tổ thành sông núi
Từ đông sang tây có Cung Lai sơn, Đại Độ hà, Đại Tuyết Sơn, Nhã Lung giang, Sa Lỗ Lý Sơn, Kim Sa giang, Mang Khang Sơn (Ninh Tĩnh Sơn), Lan Thương giang, Nộ Sơn, Nộ giang và Cao Lê Cống Sơn, còn gọi là "tứ sơn lục giang" (bốn núi sáu sông).
Dãy núi là kết quả của sự va chạm giữa hai mảng kiến tạo Á-Âu và Ấn Độ trong hoạt động kiến tạo sơn đã tạo ra dãy núi Himalaya. Đỉnh cao nhất của dãy núi này nằm trong dãy núi Đại Tuyết sơn, là đỉnh Minya Konka (貢嘎山, Cống Giới sơn), cao 7.556 m trong tỉnh Tứ Xuyên.

## Sinh thái
Các ngọn núi trong dãy núi này phần lớn được che phủ bằng các khu rừng cây lá kim cận núi cao, với cao độ trong khoảng từ 1.300 tới 4.000 m. Những cánh rừng nguyên sinh rậm rạp, tương đối cô lập và một thực tế là phần lớn khu vực không bị băng hà hóa trong các thời kỳ băng hà đã tạo ra một môi trường sống rất phức tạp với mức độ cao trong đa dạng sinh học. Khu vực miền núi này là quê hương của loài gấu trúc lớn rất hiếm và đang cực kỳ nguy cấp. Các loài bản địa khác của khu vực này còn có thanh tùng Trung Hoa (Taxus chinensis) và nhiều loài cây hiếm khác, hươu, nai và linh trưởng.
Các nhóm môi trường coi khu vực sinh thái này là đang bị đe dọa bởi "sự gia tăng của dân số và nhu cầu về các sản phẩm rừng phi gỗ và động vật hoang dã để sử dụng y học và sử dụng khác".